# Melissotarsus insularis
Melissotarsus insularis är en myrart som beskrevs av Santschi 1911. Melissotarsus insularis ingår i släktet Melissotarsus och familjen myror. Inga underarter finns listade i Catalogue of Life.

## Bildgalleri

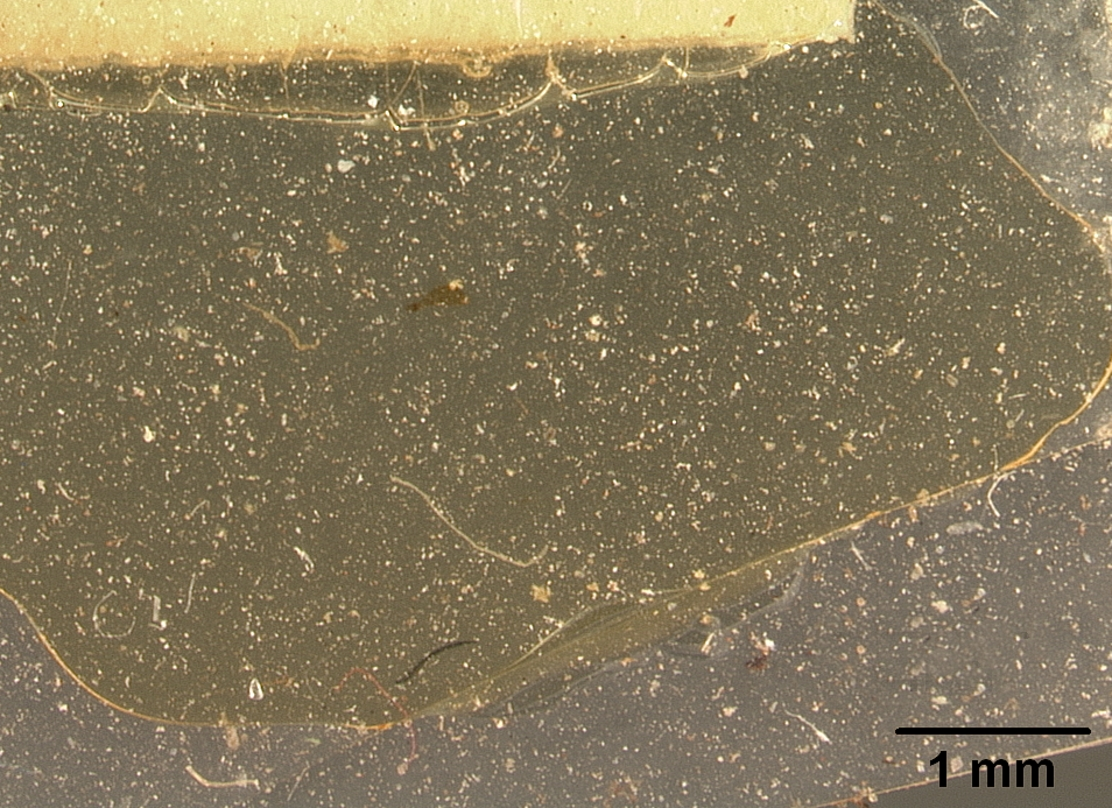
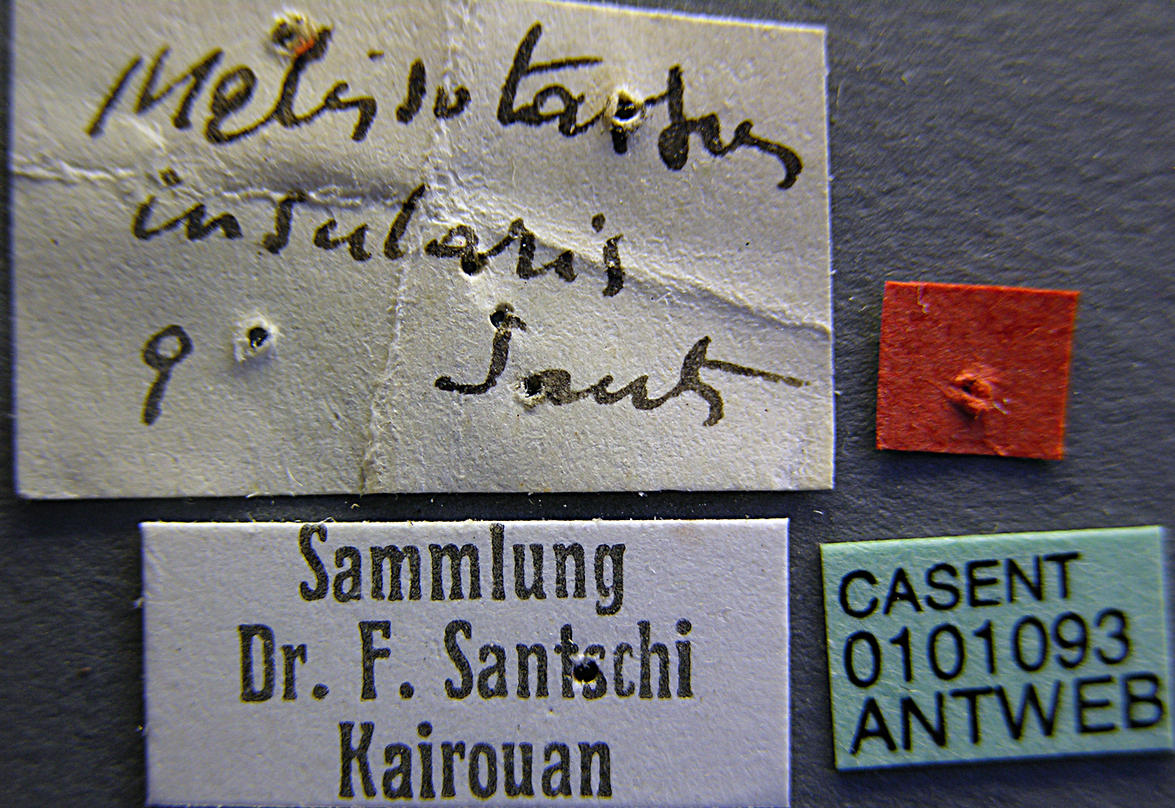
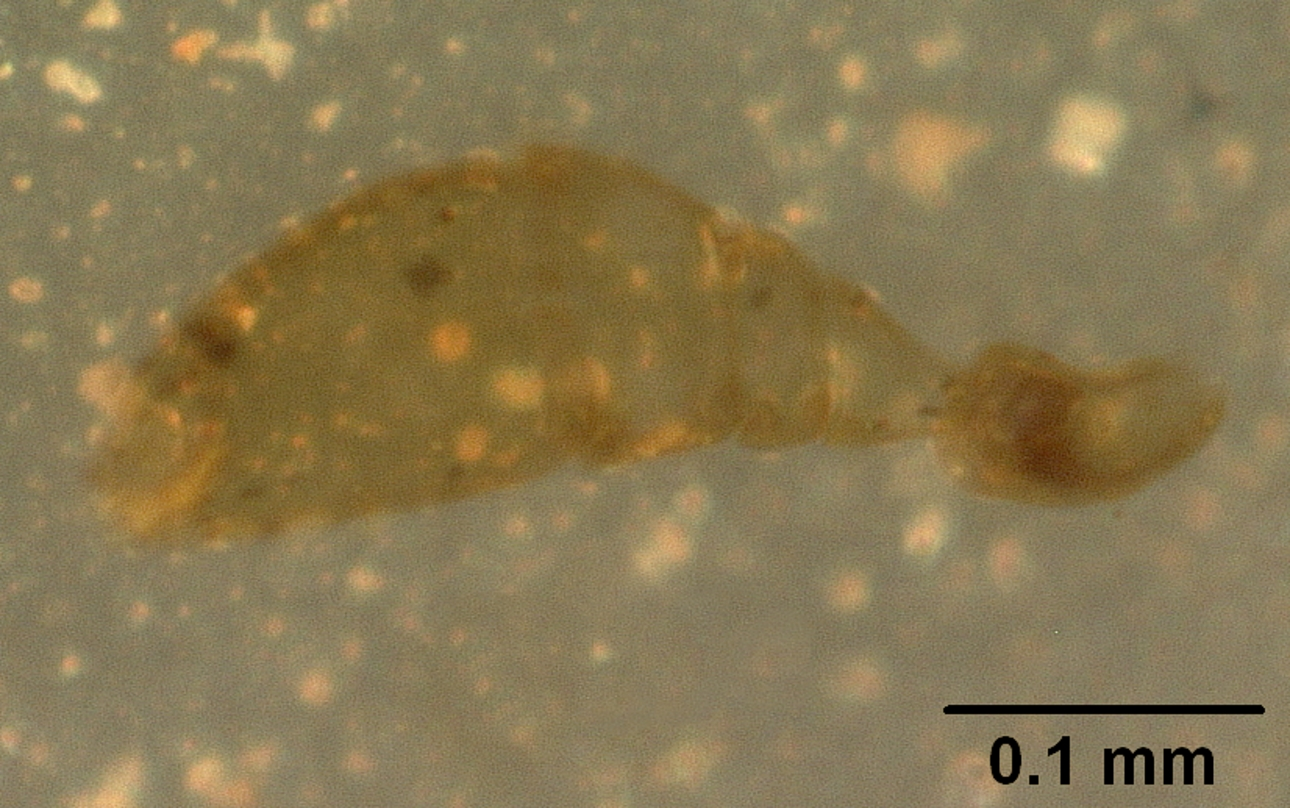
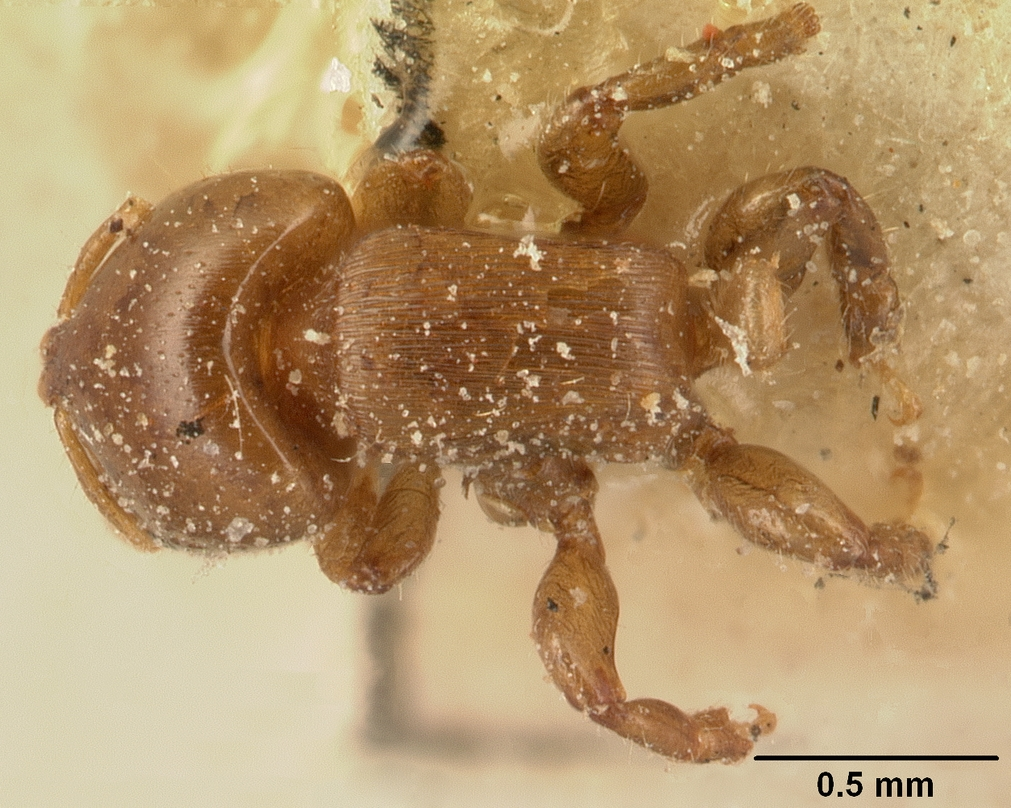
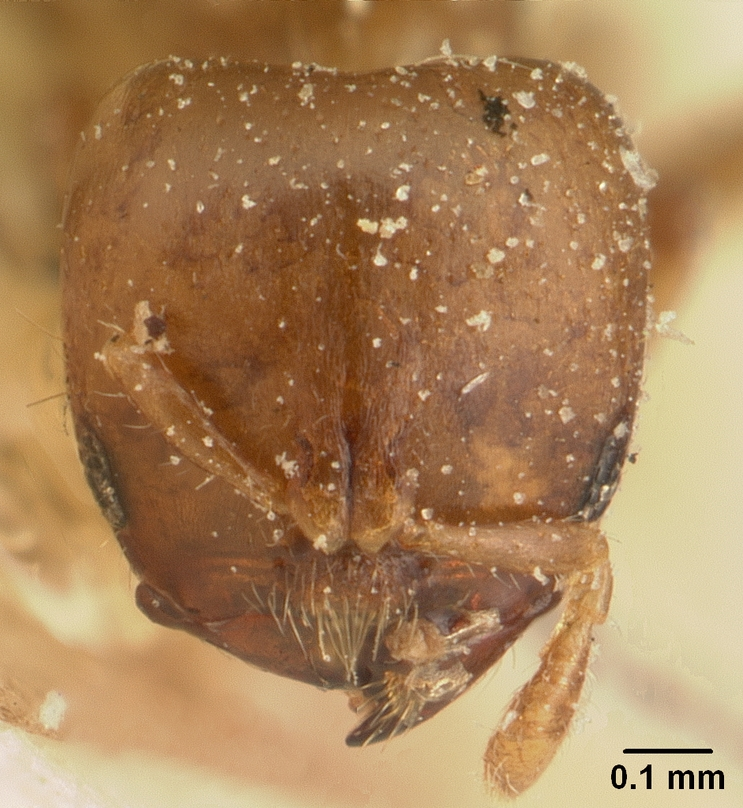
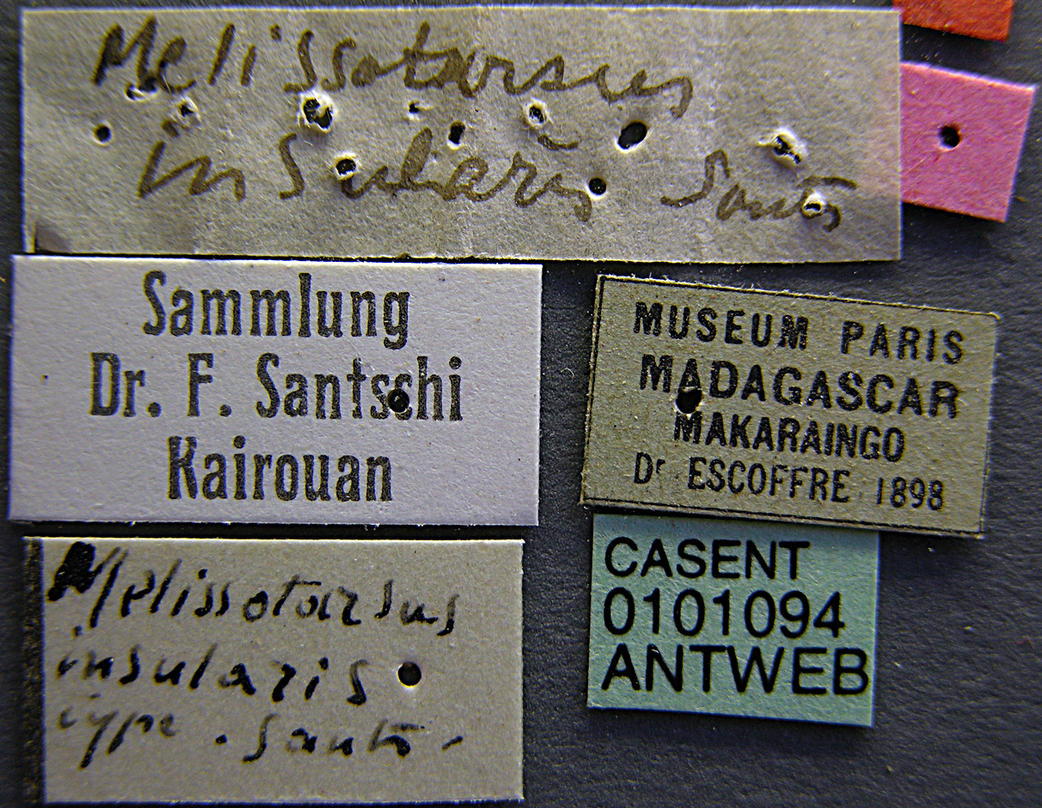